# Asia Star
L’Asia Star (ancien Radisson Diamond, Omar Star, China Star et Saipan Star) est le seul paquebot de type SWATH construit à ce jour (2012).

## Histoire
En juillet 1999, le Radisson Diamond s'est échoué quelques heures après son départ de Stockholm des suites d'une avarie de propulsion. Aucune victime n'a été à déplorer.
Le 21 septembre 2022, le Saipan Star a éét poussé par le vent sur un banc de sable près du Shandong. Il y était encore en 2023.